# FOK!
FOK! is een Nederlandstalige website en online gemeenschap met grotendeels actuele inhoud (nieuws, recensies, columns, opiniepeilingen). Gestart als jongerensite is de website niet meer voor jongeren alleen. FOK! werd opgericht door Danny Roodbol en is nog steeds eigendom van zijn bedrijf Kajira.

## Geschiedenis
Hoewel FOK! officieel begon op 1 oktober 1999, is het bijbehorende forum sinds juli 1999 actief. Het initiatief werd genomen door Roodbol, die op 6 mei 1999 op het tech-forum Gathering of Tweakers een oproep deed. De naam werd vervolgens snel gekozen: FOK!, een Nederlandse verbastering van het Engelse fuck. Dat de letters f.o.k. een afkorting zijn van "fokked op kids" zou een misverstand zijn.
De snelle groei in de eerste periode van zijn bestaan heeft de site waarschijnlijk te danken aan het televisieprogramma Big Brother. De website had een aantal primeurtjes over de eerste editie van dit programma die door diverse andere nieuwssites werden opgepikt. Al snel werden bezoekers van de officiële Big Brother-site verwezen naar FOK! om daar te discussiëren.
Maar ook nadat Big Brother afgelopen was, bleef FOK! groeien. Er kwamen nieuwe subfora (inmiddels ruim 50) en de nieuwssectie (Frontpage) werd een website met actueel nieuws en berichten.
- Op 4 december 2002 werden er voor het eerst een miljoen pageviews op één dag geteld
- In 2006 werd er een documentaire over FOK! uitgebracht op Youtube[2]
- Op 1 juni 2005 werd een maandrecord van 61 miljoen views gehaald. De Frontpage zou maandelijks ruim een half miljoen unieke bezoekers trekken.
- Op 25 november 2010 werd FOK! verkozen tot website van het jaar 2010 in de categorie "nieuws en entertainment".[3]
- Op 27 juli 2011 werd de honderd miljoenste post op het forum geplaatst,[4] het eerste Nederlandse forum met een dergelijk aantal posts en het twaalfde forum ter wereld dat deze mijlpaal bereikte.[5]
- Op 5 november 2011 stond er een stuk van twee pagina's in de Volkskrant over FOK![6]
- Op 1 oktober 2014 bestond FOK! 15 jaar en werd een nieuwe lay-out gelanceerd.
- Op 24 februari 2015 werd op het forum de honderdvijftig miljoenste post geplaatst.
- Vanaf 15 oktober 2019 viert FOK! zijn 20-jarig bestaan.[7]

## Medewerkers
De verschillende onderdelen van de website (frontpage, forum, weblog, fotoboek, sportmanagers, games) worden aangestuurd door site-admins. Ook is er een PR-team actief. Sinds 2004 presenteert Stefan Tetelepta (voorheen SunChaser) FOK!tv. Arno Leblanc (Nolius) en Martijn_AR maakten van 2003 tot 7 augustus 2010 elke maandag FOK!radio. Wegens tegenvallende aantallen luisteraars werden de radioprogramma's daarna gestopt. De siteleiding is in handen van vijf administrators.

## Bekende acties
- De weblog startte in september 2003, zonder direct succes, een actie om de doorvoering van de nieuwe huisstijl van 3FM tegen te gaan.
- In 2005 vormden de bezoekers van FOK! een groot aandeel in het benoemen van het woord genverbrander (dat zoiets als charlatan zou betekenen, als reactie op een onthulling met betrekking tot Robbert van den Broeke) tot Woord van het jaar.
- In maart 2006 plukte De Telegraaf een onschuldige foto van een FOK!'er met een neppistool van de website en plaatste de krant deze bij een artikel over een internetcrimineel.[bron?]
- Op 25 januari 2007 maakte de website bekend dat FOK!'er 'Oversight' een dag daarvoor in de gemeente Hellevoetsluis een identiteitsbewijs had aangevraagd terwijl hij verkleed ging als de Joker.
- Op 2 maart 2009 ontdekte PiRANiA van FOK! repetitiefilmpjes van het NOS Journaal.[8]

## Columns
Er worden regelmatig columns op de website geplaatst. Een van de eerste columnisten in 1999 was de destijds onbekende Nico Dijkshoorn onder de naam Doordevil. Hij schreef vooral over het realityprogramma Big Brother.
In augustus 2008 ontstond een rel omdat een columnist, die later woordvoerder van ROVER bleek te zijn en PvdA-columnist, in een satirische column opriep tot het in brand steken van Femke Halsema's woning. FOK!-eigenaar Danny Roodbol verwijderde de column. Een vergelijkbare column jegens Geert Wilders bleef echter wel staan. De schrijver van het stuk over Femke Halsema, Rikus Spithorst, raakte zijn baan als woordvoerder bij ROVER kwijt als gevolg van de affaire.